# Palau National Olympic Committee
Das Palau National Olympic Committee ist das Nationale Olympische Komitee, das Palau vertritt.

## Geschichte
Das NOK wurde 1997 gegründet. Es wurde 1997 Mitglied der Oceania National Olympic Committees und wurde 1999 vom Internationalen Olympischen Komitee anerkannt.